# Acropteris insticta
Acropteris insticta es una especie de polilla del género Acropteris, familia Uraniidae.

## Taxonomía
Fue descrita científicamente por Warren en 1897.